# البطولة الوطنية لكرة القدم كوبا
البطولة الوطنية لكرة القدم كوبا(بالإنجليزية: Campeonato Nacional de Fútbol de Cuba)‏ هي البطولة الرئيسية لكرة القدم في كوبا. بدأ الدوري في عام 1912م